# Heinz Traimer

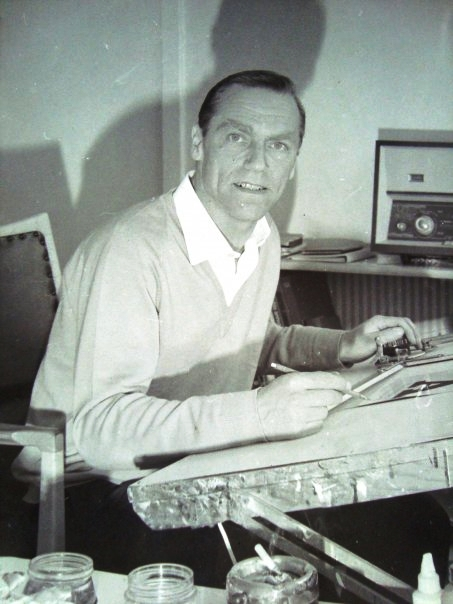
Heinz Traimer, Selbstporträt am Zeichentisch 1965

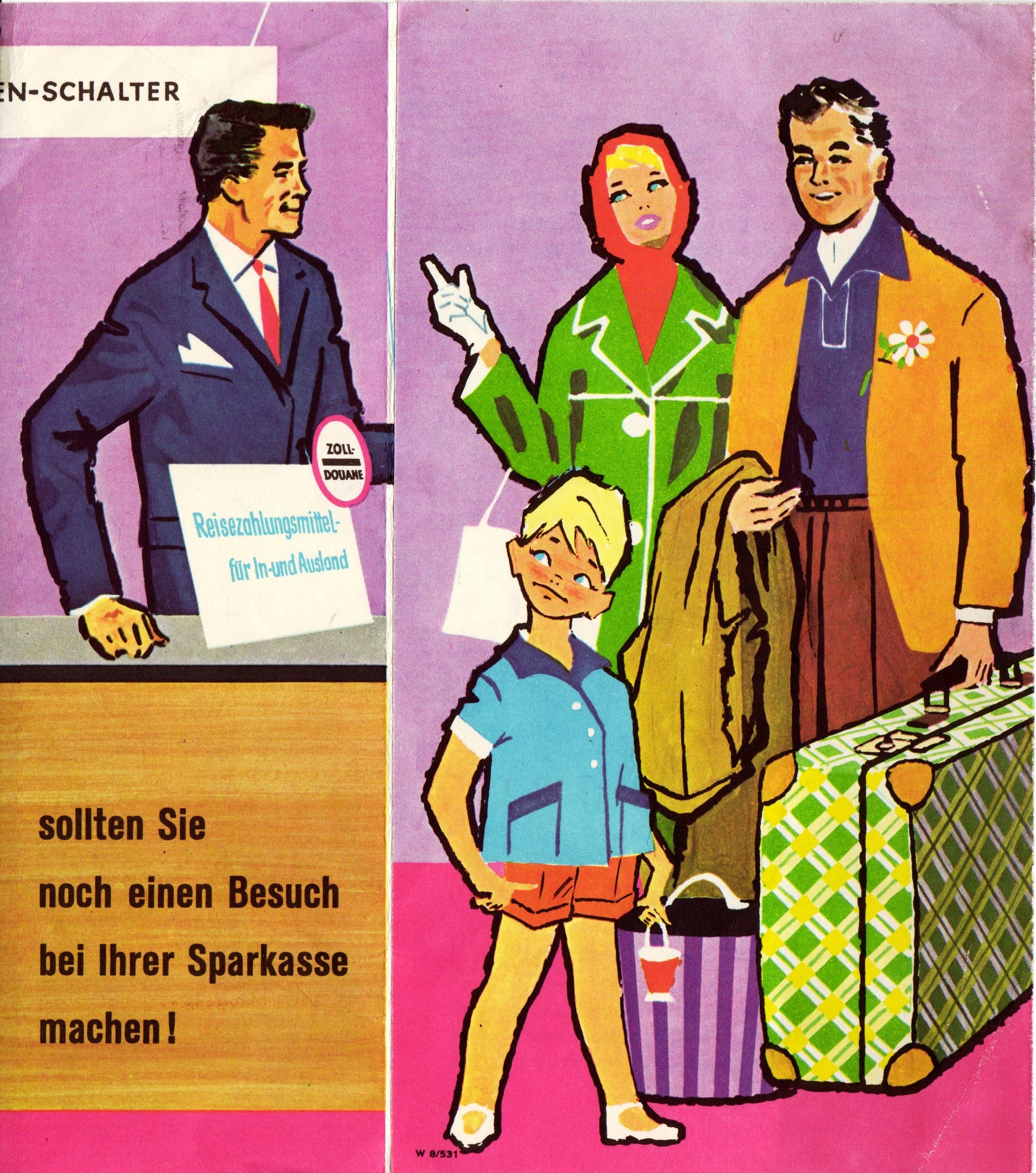
Werbegrafik für die Zentralsparkasse Wien, vor 1960

Heinz Traimer (* 30. September 1921 in Schondorf, Bayern; † 8. Februar 2002 in Wien) war ein akademischer Grafiker und Werbetexter in Wien.

## Leben
Nach der Geburt im Schulhaus in Schondorf wuchs Traimer mit drei Schwestern und seinen Eltern bis zum frühen Tod des Vaters am Ammersee auf. Einem Intermezzo in Augsburg folgte der Umzug nach München. Gleich nach dem Abitur 1939 wurde Traimer als Funker zur deutschen Wehrmacht eingezogen. Nach der Rückkehr aus sowjetischer Kriegsgefangenschaft, wo er an Kinderlähmung erkrankte, entschied sich Traimer 1948 für eine Ausbildung an der Graphischen Akademie in München (heute Berufliches Schulzentrum Alois Senefelder München) zum Grafiker. Zwei Jahre lang arbeitete Traimer für die renommierte Agentur "Südgraphik" in München. 1955 zog Traimer nach Wien, wo er als freischaffender Grafiker tätig war. 1957 heiratete er die Juristin Dr. Gertraude Rath.
2002 starb Heinz Traimer in Wien. Er wurde am Döblinger Friedhof bestattet.

## Arbeitsweise
Traimer war kurz nach seiner Ausbildung durch die Gestaltung des Covers des weltweit erscheinenden Magazines "Gebrauchsgraphik – international advertising art" Nr. 3/1953, der Grafik-Branche bereits bekannt und konnte sich dadurch über mangelnde Arbeitsangebote nicht beklagen. Nach einer Anstellung als Atelierleiter im Wiener Grafikatelier Koszler entschied sich Traimer ab 1956, freischaffend in Wien zu arbeiten.
Neben dieser Tätigkeit gründete er mit seiner Frau 1956 eine der ersten gewerblichen Siebdruckereien in Österreich, die „Kahlenberg Graphik“. Von der ersten Ideenskizze über den Entwurf bis zum Plakat entstanden im eigenen Atelier zahlreiche Werke. Ab den 1960er Jahren wurden die Plakate, Broschüren und Bücher bei Eberle in Wien sowie über den Sparkassenverlag gedruckt. Die Siebdruckerei beschäftigte derweil bis zu fünf Personen. Traimer war Mitglied beim Bund österreichischer Gebrauchsgraphiker, heute unter dem Namen designaustria bekannt. Künstlerisch präferierte Traimer zeitlebens die Grafik vor dem Medium Fotografie. Seine zahlreichen farbintensiven Plakate weisen oft eine humorige Note auf, damals noch ein übliches Hilfsmittel in der Werbung. Neben der grafischen Tätigkeit verfasste Traimer zahlreiche Werbespots für die Sparkassenwerbung im Radio und Fernsehen, die er unter seiner Aufsicht herstellen ließ.

Hochbetrieb im Hause des Grafikers herrschte stets um den Weltspartag herum, der massive Werbemaßnahmen (Plakate, Broschüren, Stempelmarken, Gutscheine, Einladungs- und Dankeskarten, Design von Sparschweinen, Pressetexten, Radio- und Kinospots, Dia-Werbung etc.) mit sich brachte.

## Auftraggeber
Zwischen 1955 und Anfang der 1980er Jahre waren die Zentralsparkasse der Gemeinde Wien (Z) mit Werbeleiter Karl Damisch und der Sparkassenverband Hauptauftraggeber Traimers. Hunderttausenden dürften die Sparefroh-Plakate, Familie Groschenbauch, das Magazin „Die ZEIT und wir“ oder etwa die Schul-Wandzeitung „Aus aller Welt“ (Auflage 3.600 Stück) bekannt sein. Es entstanden mehrere Bücher mit dem Schwerpunkt Sparerziehung. Die grafische Aufbereitung der Einführung der Scheckkarte in Österreich, des Girokontos, sowie die Prägung des Buchstaben Z als Synonym für die Zentralsparkasse bildeten in den 1960er und 1970er Jahren Schwerpunkte seiner Arbeit.
Für den ARBÖ entwickelte Traimer um 1967 ein neues Logo sowie die damit einhergehende Werbeschiene.
1975 eröffnete in Wien das Donauzentrum (dz) – Traimer war von der Gestaltung des Logos bis zum Zeitungsinserat verantwortlich.

## Nachlass
Einige Plakate, Broschüren und Weiteres sind im Wien Museum (Historisches Museum der Stadt Wien), der Albertina, der Wienbibliothek (im Rathaus der Stadt Wien), dem Straßenbahnmuseum und dem Museum für angewandte Kunst (MAK Wien) aufbewahrt.
Der Nachlass, der derzeit (Stand 2013) aufgearbeitet wird und mehrere Tausend Teile umfasst, ist im Eigentum von Matthias Traimer und Michael Traimer. Die Sammlung Traimer ist nicht öffentlich, Interessierten aber nach Vereinbarung zugänglich. 2011 erwarben die Erste Bank und Sparkasse sowie der Sparkassenverlag für ihr Archiv einige Plakate der Sammlung Traimer.

## Trivia
Trotz der Nähe der Zentralsparkasse zur Sozialistischen Partei Österreichs (SPÖ), war Traimer niemals Mitglied einer politischen Partei. Heinz Traimer war ein passionierter Jazz-Musiker und verfasste dazu einige Liedtexte und Melodien. Schellack-Platten haben sich in der Sammlung erhalten. Erste Bank und Sparkasse stellten 2012 als Arrangement für ihre Werbekampagne "60 Jahre Weltspartag" einige Plakate Traimers zu einem Kurzfilm neu zusammen und zeigten diesen online und als Film in den Filialen.